# Benito Epifanio Rodríguez
Benito Epifanio Rodríguez (* 21. Mai 1903 in Godeken; † 15. Februar 2001) war Weihbischof in Rosario.

## Leben
Benito Epifanio Rodríguez empfing am 18. Dezember 1926 die Priesterweihe.
Papst Johannes XXIII. ernannte ihn am 23. September 1960 zum Weihbischof in Rosario und Titularbischof von Arycanda. Der Erzbischof von Buenos Aires, Antonio Kardinal Caggiano, weihte ihn am 6. November desselben Jahres zum Bischof; Mitkonsekratoren waren Francisco Juan Vénnera, Bischof von San Nicolás de los Arroyos, und Carlos María Cafferata, Weihbischof in Rosario.  
Er nahm an der zweiten bis zur letzten Sitzungsperiode des Zweiten Vatikanischen Konzils teil. Von seinem Amt trat er 1976 zurück.